# 楊裕芬
楊裕芬（1857年—1914年），字敦甫、惇甫，廣東廣州府南海縣（今廣東省廣州市）人，清朝政治人物、進士出身。
光緒十四年，鄉試中舉第一（解元）。光緒二十年，登進士，以主事用分部學習。光緒三十三年，經張之洞奏調學部審定圖書。宣統二年，任學部主事。